# Message (Album)
Message ist der Titel des zweiten Studioalbums der japanischen Punkband Mongol800 aus Urasoe, Präfektur Okinawa.
Es wurde am 16. September 2001 auf dem japanischen Markt veröffentlicht und erfuhr zunächst lediglich lokale Aufmerksamkeit. Nachdem das Stück Anata ni in einem Werbespot genutzt wurde, avancierte das Album zu einem nationalen Erfolg. Das Album verkaufte sich mehr knapp drei Millionen Mal und stieg auf Platz eins der heimischen Albumcharts von Oricon ein.
Zu dem Werk wurden keine Lieder vorab als Single veröffentlicht. Message umfasst vierzehn Lieder und hat eine gesamte Spielzeit von einer Stunde sieben Minuten und 45 Sekunden.

## Titelliste
Alle Liedtexte wurden von Bassist und Sänger Kiyosaku Uezo geschrieben. Die Musik wurde von Uezo, Takashi Gima (E-Gitarre) und Satoshi Takazaki (Schlagzeug) komponiert.
| Nr. | Originaltitel            | Titel (Romanisiert/Englisch)                         | Länge   |
| --- | ------------------------ | ---------------------------------------------------- | ------- |
| 01  | あなたに                 | Anata ni                                             | 3:16    |
| 02  | Song for You             | –                                                    | 3:31    |
| 03  | 小さな恋のうた           | transkr. Chiisana Koi no Uta engl. A Little Lovesong | 3:43    |
| 04  | Melody                   | –                                                    | 5:30    |
| 05  | 月灯りの下で             | Tsuki Akari no Shita de                              | 5:03    |
| 06  | For Life                 | –                                                    | 3:51    |
| 07  | 親知らず－Summer Again－ | Oyashirazu -Summer Again                             | 3:39    |
| 08  | HEY Mommy                | –                                                    | 1:48    |
| 09  | Marriage Blue            | –                                                    | 4:29    |
| 10  | 矛盾の上に咲く花         | Mujun no Ue ni Saku Hana                             | 3:59    |
| 11  | 琉球愛歌                 | Ryūkyū Aika                                          | 5:39    |
| 12  | Dear My Lovers           | –                                                    | 5:37    |
| 13  | 夢叶う                   | Yume Kanau                                           | 4:46    |
| 14  | Dandelion                | –                                                    | 12:54 a |

## Inhalt
Die Lieder auf dem Album handeln überwiegend vom Krieg und Frieden, wobei die Liedtexte so formuliert wurden, dass diese wie die Worte der Einwohner Okinawas wirken. So heißt es im Lied Ryūkyū Aika, dass man die Natur lieben solle, ohne dabei Gewalt anzuwenden. Im Stück Mujun no Ue ni Saku Hana wird metaphorisch darüber gesungen, den Krieg durch Worte der Güte zu besiegen.
Diesbezüglich hieß es in einem Zeitungsbericht der japanischen Tageszeitung Ryūkyū Shimpō aus dem Jahr 2018, dass es seltsam und unheimlich erschien, dass das Album knapp eine Woche nach den Terroranschlägen vom 11. September 2001 veröffentlicht wurde.

## Erfolg
Das Album erfuhr zunächst lediglich regionale Aufmerksamkeit. Nachdem das auf dem Album befindliche Lied Anata ni (あなたに) in einem Werbespot zu sehen war, erregte das Album durch Mundpropaganda nationale Aufmerksamkeit. Es erreichte kurz nach seiner Veröffentlichung zunächst Platz sieben der heimischen Albumcharts von Oricon, konnte aber im Zuge des angestiegenen Bekanntheitsgrades im Jahr 2002 auf Platz eins der Hitliste springen. Message avancierte so zum ersten Album in der Geschichte Oricons, welches bei einem Independentlabel veröffentlicht wurde, das mehr als eine Million Tonträger verkaufen und Platz eins der heimischen Charts erreichen konnte. In den Jahrescharts von Oricon belegte das Album im Jahr 2002 den dritten Platz. Im Folgejahr belegte es Platz 56. Zwischenzeitlich wurden mehr als 2,8 Millionen Tonträger des Albums in Japan verkauft.
Das wohl bekannteste Lied der Band, Chiisana Koi no Uta, ist auf dem Album zu finden. Dieses wurde mehr als 60 mal gecovert, war 2007 in einem Fernsehdrama zu hören und diente als Basis für die Entstehung eines Kinofilms. Mehrere Coverversionen wurden im Rahmen von Anime-Produktionen realisiert.
Das Lied erfreut sich in Japan große Beliebtheit beim Karaoke.

## Chartplatzierungen
| ChartsChartplatzierungen | Höchstplatzierung | Wochen |
| ------------------------ | ----------------- | ------ |
| Japan (Oricon)           | 1 (269 Wo.)       | 269    |

| ChartsJahrescharts (2001) | Platzierung |
| ------------------------- | ----------- |
| Japan (Oricon)            | 84          |

| ChartsJahrescharts (2002) | Platzierung |
| ------------------------- | ----------- |
| Japan (Oricon)            | 3           |

| ChartsJahrescharts (2003) | Platzierung |
| ------------------------- | ----------- |
| Japan (Oricon)            | 56          |